# Abril Vídeo
Abril Vídeo foi uma produtora independente de programas de televisão e distribuidora de programas, vídeos e filmes para a mídia VHS, criada em 1983 pelo Grupo Abril, e que existiu até 1999.
Durante a maior parte de sua existência, distribuiu os filmes das companhias Walt Disney Company e 20th Century Fox para home video. Além disso, era distribuidora oficial dos vídeos adultos da Playboy Home Video. Foi extinta em setembro de 1999, pouco depois da criação da gravadora Abril Music (esta extinta em 2002), quando a Disney e a Fox criaram as suas próprias linhas de distribuição em home video, somado ao declínio do VHS e ascensão do DVD. Os programas de televisão produzidos pela Abril Vídeo foram transmitidos entre 1983 e 1985 pela TV Gazeta, emissora televisiva de São Paulo.